# Partito Comunista di Cecoslovacchia
Il Partito Comunista di Cecoslovacchia (in ceco e slovacco: Komunistická Strana Československa, KSČ) è stato un partito politico comunista e marxista-leninista della Cecoslovacchia, esistito tra il 1921 e il 1992.
Con l'atto che dichiarava fuorilegge il regime comunista e la resistenza contro di esso, approvato nel 1993 in Repubblica Ceca, il partito fu posto fuorilegge.

## Storia

### 1921–1945

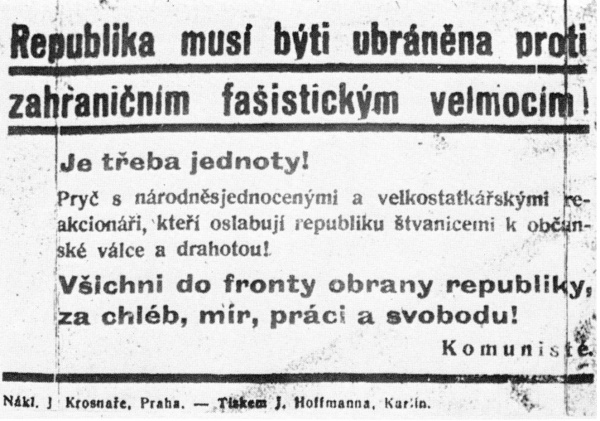
Volantino del KSČ contro l'invasione tedesca.

Il Partito Comunista di Cecoslovacchia (KSČ) fu fondato al congresso del Partito Socialdemocratico Cecoslovacco, tenutosi a Praga dal 14 al 16 maggio 1921. Rudé právo, che era stato l'organo dei socialdemocratici, divenne il principale organo del partito; il KSČ fu uno dei circa venti partiti politici che parteciparono alla vita democratica della Cecoslovacchia prima della seconda guerra mondiale (anche nota come Prima Repubblica cecoslovacca), ma non salì mai al governo del Paese.
Il leader del partito, Klement Gottwald, divenne conosciuto per un discorso che fece al Parlamento ceco, in cui affermò gli obiettivi del partito: "Siamo il partito del proletariato ceco, ed il nostro centro è Mosca. E noi andiamo a Mosca per imparare, sapete? Andiamo per imparare dai bolscevichi russi come torcervi il collo. E sappiate che i bolscevichi russi sono maestri in questo... Non riderete più!" Nonostante la costernazione dei parlamentari, pochissime persone avevano idea di ciò che il partito sarebbe divenuto negli anni successivi.
Il partito era la sezione cecoslovacca dell'Internazionale Comunista. Nel 1928, il partito era la seconda sezione per estensione dell'Internazionale, con circa 138.000 membri.
Nel 1938, negli ultimi mesi della Seconda Repubblica Cecoslovacca, il partito venne vietato dal governo conservatore di Rudolf Beran e continuò le sue attività clandestinamente. In Slovacchia venne fondato un Partito Comunista di Slovacchia indipendente (KSS).
Durante la seconda guerra mondiale, il partito ebbe un ruolo di primo piano nella Resistenza ceca antifascista sia interna che esterna. Molti leader del KSČ cercarono rifugio in Unione Sovietica, dove ottennero rifugio e un forte supporto. All'inizio del periodo postbellico i comunisti cecoslovacchi, in quanto membri della resistenza, entrarono nel Fronte Nazionale e divennero membri del primo governo della Cecoslovacchia liberata. Il KSČ aveva un forte peso politico in quanto anche il KSS poté mandare propri rappresentanti.

### 1945–1969
Tra il maggio 1945 e il maggio 1946, gli iscritti al KSČ passarono da 27.000 a 1,1 milioni e alle prime elezioni del 1946 il KSČ emerse come primo partito del paese, con circa il 38% dei voti. Il successo dei comunisti fu dovuto alla forte sfiducia della popolazione verso i paesi occidentali, che avevano lasciato mano libera a Hitler con gli Accordi di Monaco. Molti iniziarono a guardare ad est, all'Unione Sovietica vista come potenza liberatrice e in un'ottica di rinnovato panslavismo. Il Partito Comunista cecoslovacco, non essendo mai stato al governo, poté presentarsi come immune da responsabilità connesse all'invasione nazista. Gottwald divenne primo ministro e ai comunisti andarono i ministeri dell'Interno, dell'Informazione, dell'Agricoltura, e della Finanza. Fra i partiti del Fronte Nazionale emersero presto forti contrasti fra i comunisti, che propugnavano ulteriori nazionalizzazioni e maggiore tassazione per i ricchi, e gli altri partiti che vi si opponevano e sostenevano l'esigenza di accettare gli aiuti economici statunitensi del Piano Marshall, che fu dapprima accettato e poi respinto su pressioni sovietiche. Il partito, sotto la guida di Gottwald, assunse tattiche più radicali, propagando il pericolo di una sovversione reazionaria.

Le tensioni culminarono nel gennaio 1948, quando nacque una disputa sul controllo delle forze di polizia. In segno di protesta, la maggior parte dei ministri del Partito Nazionale Sociale Ceco, del Partito Popolare e del Partito Democratico Slovacco si dimisero, sperando di provocare elezioni anticipate. Il KSČ organizzò manifestazioni di massa e fece pressioni sul presidente Beneš, che infine decise di nominare un nuovo governo presieduto da Gottwald.
Una volta al potere, il KSČ sviluppò una struttura organizzativa e un metodo di comando ricalcato su quello del Partito Comunista dell'Unione Sovietica. Il Partito Comunista di Slovacchia e il Partito Socialdemocratico Ceco furono accorpati nel KSČ e gli altri partiti vennero infiltrati. Il KSČ deteneva i due terzi dei seggi del Fronte Nazionale mentre il terzo rimanente era diviso tra altri cinque partiti. Il KSČ, comunque, mantenne de facto il monopolio sul potere politico, e gli altri partiti del Fronte Nazionale erano poco più che ausiliari. Gradualmente vennero limitate le libertà politiche (fra cui le libere elezioni). Membri del partito vennero posti inoltre in tutte le posizioni politiche più importanti all'interno dello Stato.

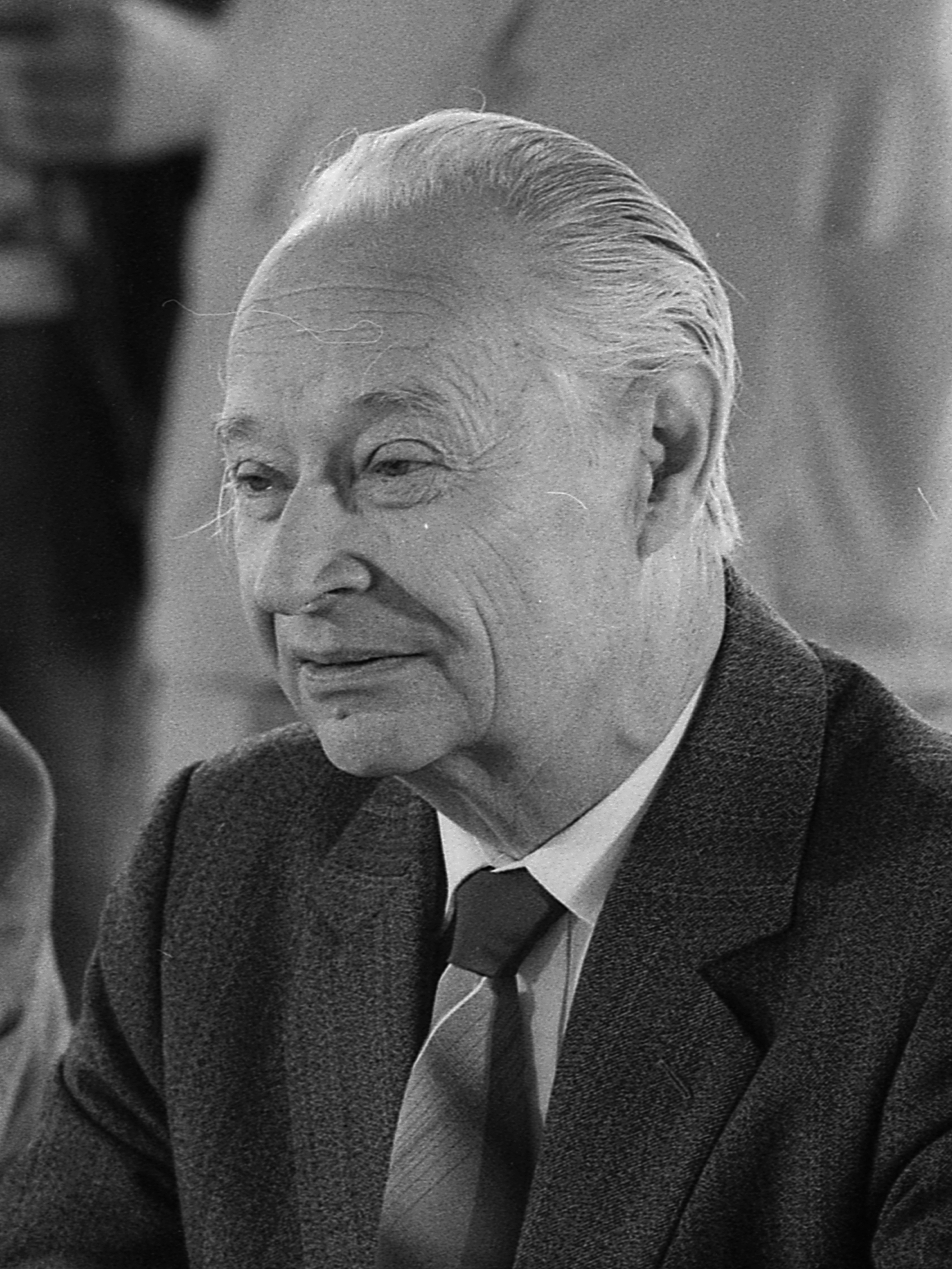
Alexander Dubček

Scoppiò una disputa tra il capo del governo Klement Gottwald e il Segretario Generale del partito Rudolf Slánský, riguardo al fatto se la Cecoslovacchia dovesse conformarsi al modello sovietico. Nel 1951 Slánský e diversi altri comunisti furono arrestati e accusati di aver partecipato a una cospirazione trotskista-titoista. Essi furono sottoposti a un processo farsa nel 1952, e Slánský ed altri 10 accusati furono giustiziati.
All'inizio degli anni sessanta, la Cecoslovacchia attraversò una crisi economica, e nel 1968 il KSČ fu invaso dai riformisti guidati da Alexander Dubček. Egli diede inizio a un periodo di liberalizzazione noto come la Primavera di Praga, durante il quale tentò di attuare il "socialismo dal volto umano".
Queste liberalizzazioni allarmarono l'Unione Sovietica, che il 21 agosto 1968 invocò la Dottrina Brežnev ed invase la Cecoslovacchia.

### 1969–1992

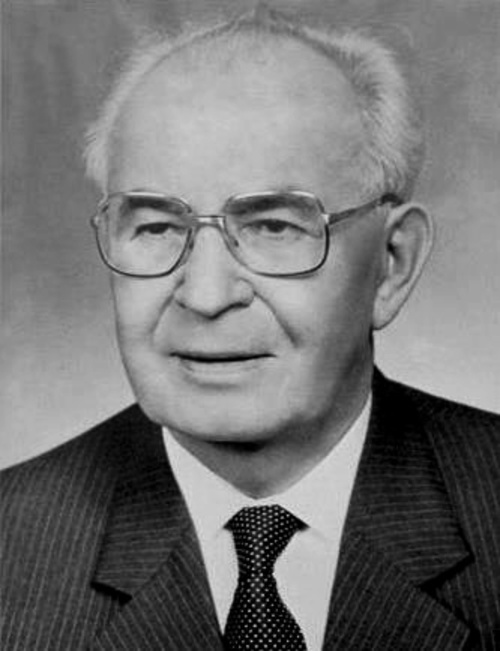
Gustáv Husák

Nell'aprile 1969 Dubček fu sostituito da Gustáv Husák al Segretariato Generale e fu espulso dal partito nel 1970. Durante il periodo di normalizzazione, Husák governò con successo su quella che era essenzialmente una coalizione di fazioni moderate e fazioni più violente; queste due principali fazioni sono presentate di seguito.

#### Moderati o pragmatici
I moderati o pragmatici erano rappresentati da Gustáv Husák, che dirigeva l'ala neo-stalinista della leadership del KSČ. Come moderato o pragmatico, era pressato dagli integralisti (Vasil Biľak). Importante funzionario del Partito Comunista di Slovacchia dal 1943 al 1950, Husák fu arrestato nel 1951 e condannato a tre anni, poi aumentati all'ergastolo, per "nazionalismo borghese" durante le purghe staliniane dell'epoca. Scarcerato nel 1960 e riabilitato nel 1963, Husák rifiutò qualsiasi posizione politica nel regime di Antonín Novotný, ma dopo la caduta di quest'ultimo, divenne Vice Primo ministro durante la Primavera di Praga. Dopo le dimissioni di Dubček, Husák fu nominato Primo Segretario del KSČ nell'aprile 1969 e Presidente della Cecoslovacchia nel luglio 1975. Husák fu un sopravvissuto che imparò ad accomodare le potenti forze politiche che lo circondavano, e alla fine egli denunciò Dubček dopo il 1969.
Tra gli altri importanti moderati/pragmatici che erano ancora al potere nel 1987 si citano:
- Lubomír Štrougal, Primo ministro della Cecoslovacchia;
- Peter Colotka, Primo ministro della Repubblica Socialista Slovacca;
- Jozef Lenárt, Primo Segretario del Partito Comunista di Slovacchia;
- Josef Kempný, Presidente del Consiglio Nazionale Ceco.

Questi leader sostennero generalmente le riforme istituite con Alexander Dubček durante gli anni '60, ma svolsero con successo la transizione al governo ortodosso del partito dopo l'invasione e il declino di Dubček. Successivamente, adottarono una politica più flessibile riguardo alle riforme economiche e alle attività dissidenti.

#### Gli Intransigenti
Opposti ai moderati erano i cosiddetti intransigenti:
- Vasil Biľak, il leader; era un ucraino originario della Slovacchia, membro del Presidium dal 1968 e Presidente della Commissione Ideologica del Partito
- Karel Hoffman, Segretario del Comitato Centrale e membro del Presidio;
- Antonín Kapek, membro del Presidium;
- Jan Fojtík, Segretario;
- Alois Indra, membro del Presidium e Presidente dell'Assemblea Federale (che sostituì l'Assemblea Nazionale con la legge federale del 1968)
- Miloš Jakeš, Presidente della Commissione Centrale di Supervisione e Audizione e membro del Presidium (sostituì Gustáv Husák come Segretario generale del KSČ nel 1987).

Gli intransigenti si opposero alle riforme economiche e politiche ed assunsero un atteggiamento aspro nei confronti dei dissidenti.
Il partito continuò ad esistere anche dopo la rivoluzione di velluto del 1989; cambiò la sua abbreviazione ufficiale in KSČS. Tuttavia, il partito decise di dissolversi dopo che la Cecoslovacchia cessò di esistere il 31 dicembre 1992: questo portò alla formazione dei partiti successori sia in Repubblica Ceca sia in Slovacchia (il Partito Comunista di Boemia e Moravia e il Partito Comunista di Slovacchia).

### Il nuovo partito dopo il 1995
Nel 1995, diversi vecchi membri del KSČ crearono un nuovo partito, prima con il nome di Strana československých komunistů, poi ridenominato Komunistická strana Československa. Il programma di questo partito è di ristabilire il regime che era esistito in Cecoslovacchia dal 1948 al 1989. Il suo attuale leader è Miroslav Štěpán, ex capo del KSČ a Praga. Questo partito è di dimensioni molto ridotte e finora nessuno dei suoi membri ha ottenuto alcun seggio alle elezioni.

## Funzione

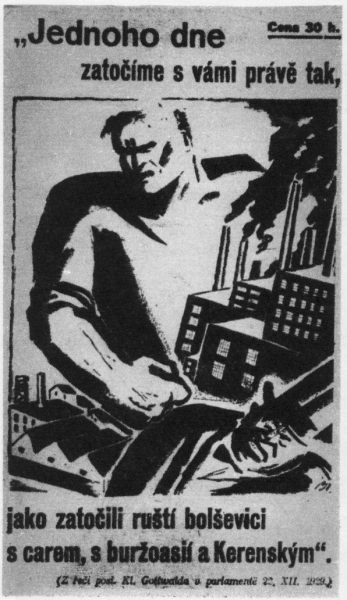
Volantino del KSČ

Secondo la teoria marxista-leninista, il partito comunista rappresentava la classe operaia — il proletariato rivoluzionario — i cui interessi erano sostenuti contro quelli della borghesia capitalista. Il periodo tra la caduta dello stato borghese e l'arrivo del comunismo è un soggetto su cui Karl Marx fu vago, descrivendo solo in termini generali l'istituzione di uno stato socialista democratico, che avrebbe iniziato a trasformarsi lentamente in democrazia diretta, fino al raggiungimento del comunismo. Diversi decenni dopo Vladimir Lenin, affrontando una rivoluzione reale e la possibilità di far arrivare al potere il partito comunista, aggiunse particolari alla descrizione. Egli suggerì che la caduta dello stato borghese (termine non accurato se riferito alla Russia zarista), avrebbe dovuto essere seguita da uno stato transitorio, caratterizzato dal socialismo, dalla democrazia dei soviet e dal dominio del partito comunista, cioè la "dittatura del proletariato". In pratica, tuttavia, questa fase si rivelò diversa a quanto suggerito da Lenin. La sua indicazione che la "dittatura del proletariato" avrebbe dovuto durare fino al 1923 in Unione Sovietica servì come esempio di disparità tra teoria e pratica. Una volta al potere, il PCUS si comportò infatti come tutte le altre strutture burocratiche, ed il suo mandato rivoluzionario (come anche la democrazia dei soviet) fu lasciato da parte, per assecondare la tendenza delle persone che avevano ottenuto il potere a mantenerlo.

## Organizzazione

### Livello nazionale
L'organizzazione del KSČ era basata sul concetto leninista di centralismo democratico, che riguardava l'elezione dei leader di partito ad ogni livello, ma richiedeva che ogni livello fosse pienamente soggetto al controllo del grado successivo. In base a questo, i programmi e le politiche del partito erano dirette dall'alto, e le risoluzioni degli organi superiori erano vincolanti per tutti i livelli inferiori e per tutti i singoli membri del partito. In teoria, le materie politiche dovevano essere discusse apertamente e liberamente ai congressi, alle conferenze ed alle riunioni dei membri, oltre che sulla stampa di partito; in pratica, tuttavia, queste discussioni riflettevano puramente le decisioni già prese da un ridotto gruppo di dirigenti del partito.
- L'organismo supremo del KSČ era il congresso del partito, che veniva normalmente convocato ogni cinque anni per meno di una settimana. Un'eccezione fu fatta per il XIV congresso, che si tenne nel 1968 sotto la guida di Dubček. Tenuto in semi-segretezza in una fabbrica di trattori all'inizio dell'occupazione sovietica, il congresso denunciò l'invasione. Tale congresso fu successivamente dichiarato illegale, le sue procedure furono stralciate dai registri di partito e un secondo, "legale" XIV congresso di partito si tenne nel maggio 1971. Il XV congresso si tenne nell'aprile 1976, il sedicesimo nello stesso mese del 1981 e il XVII nel marzo 1986. Il congresso era teoricamente responsabile delle decisioni politiche basilari; in pratica, tuttavia, era il Presidium del Comitato Centrale che aveva le responsabilità di decisione e di policy-making. Il congresso si limitava ad avallare i rapporti e le direttive della dirigenza del partito. I doveri che lo statuto assegnava al congresso includevano la determinazione della politica interna ed estera del partito
- Nel periodo intercorrente tra i congressi era il Comitato Centrale del KSČ ad essere responsabile della direzione delle attività del partito e di implementare le decisioni politiche generali. Lo statuto affermava anche che il Comitato Centrale era il braccio principale del controllo del partito sugli organi del governo federale e la repubblica, il Fronte  l'approvazione del programma e dello statuto, l'elezione del Comitato Centrale e della Commissione Centrale di Supervisione e Revisione, come pure la discussione e l'approvazione delle loro relazioni.

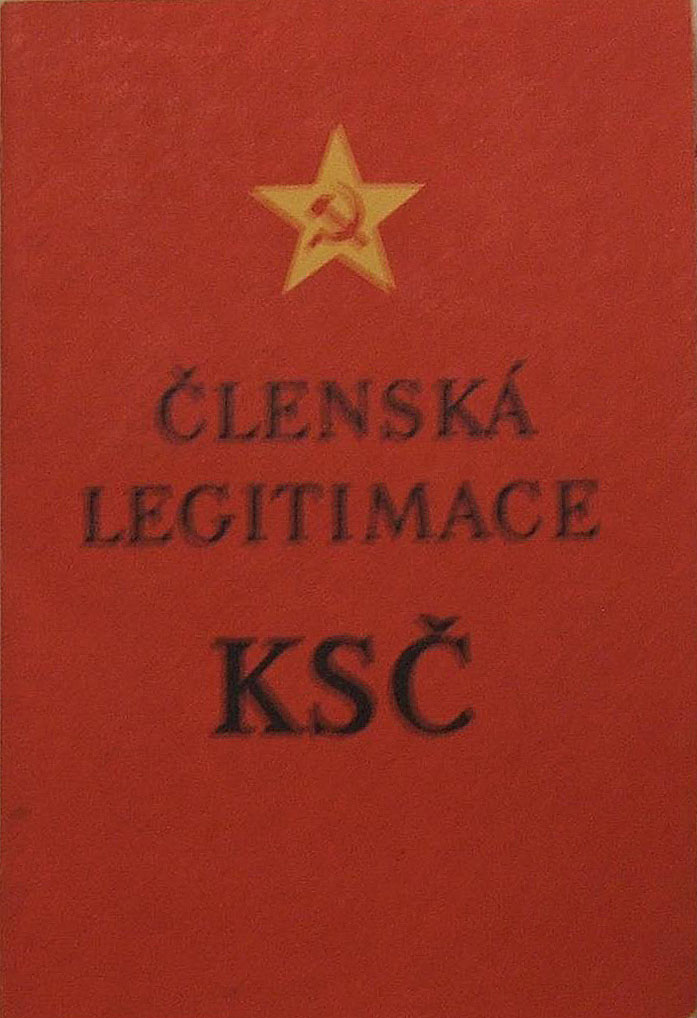
Tessera di partito

I membri del partito che avevano posizioni di guida in questi organismi erano responsabili direttamente verso il Comitato Centrale per l'implementazione delle politiche del KSČ. Inoltre, il Comitato Centrale valutava le nomine per tutte le posizioni rilevanti di governo e nel partito e selezionava il direttore del Rudé právo, l'organo di partito. Il Comitato Centrale si riuniva in sessione plenaria almeno due volte l'anno. Nel 1976 (1986), il Comitato Centrale aveva 115 (135) membri e 45 (62) candidati, rispettivamente. In termini di composizioni, includeva normalmente gli esponenti principali del partito e del governo, gli ufficiali militari e una parte di comuni cittadini.
- Il Comitato Centrale, come i congressi, raramente agiva diversamente che ratificare le decisioni politiche prese dal Presidium del Comitato Centrale del KSČ. Un'eccezione a questa regola si ebbe quando in seguito alla lotta intestina nel Presidium nel 1968, il Comitato Centrale assunse un'importanza cruciale per risolvere la disputa ed espulse il Primo Segretario Novotný in favore di Alexander Dubček. Generalmente, le decisioni del Comitato Centrale erano prese precedentemente, cosicché le votazioni delle sessioni erano unanimi. Il Presidium, che conduceva il lavoro del partito tra le sessioni plenarie del Comitato Centrale, ne era formalmente eletto, ma in realtà erano i massimi dirigenti del partito a determinarne la composizione. Nel 1986, vi erano 11 membri effettivi e 6 candidati.
- La Segreteria del Comitato Centrale agiva come la massima autorità amministrativa del partito ed era il centro del meccanismo di controllo pervasivo del partito. La segreteria supervisionava l'implementazione delle decisioni prese dal Presidium, controllava l'ascesa e la discesa nella dirigenza del partito e dirigeva i lavori all'interno dell'apparato del partito e del governo. Sotto Gustáv Husák, la composizione della Segreteria, come del Presidium, rimase pressoché costante. Molti suoi membri erano anche membri del Presidium.

## Leader
Nota: il leader del KSČ fu chiamato Presidente (ceco: Předseda, slovacco Predseda) dal 1945 - 1953, Primo Segretario (ceco: První tajemník, slovacco: Prvný tajomník) 1953-1971, e Segretario Generale (ceco: Generální tajemník, slovacco: Generálný tajomník) dal 1921 al 1945 e dal 1971 al 1989.
- Václav Šturc (1921–1922)
- Alois Muna (1922–1924)
- Josef Haken (1924–1925)
- Bohumil Jílek (1925 - 1929)
- Klement Gottwald (1929 - 1953)
- Antonín Novotný (1953 - 1968)
- Alexander Dubček (1968 - 1969)
- Gustáv Husák (1969 - 1987)
- Miloš Jakeš (1987 - 24 novembre 1989)
- Karel Urbánek (24 novembre - 20 dicembre 1989)
- Ladislav Adamec (1989 - 1990) Presidente, Vasil Mohorita (1989 - 1990) Primo Segretario